# A Wilhelm Scream
A Wilhelm Scream (AWS) és un grup de hardcore melòdic format a New Bedford l'any 2003 amb influències de Strung Out, Hot Water Music, Propagandhi i Strike Anywhere. El nom del grup és una referència al crit Wilhelm, un famós efecte de so que s'utilitza principalment al cinema.

## Discografia
- The Way to a Girl's Heart Is Through Her Boyfriend's Stomach (2000)
- Benefits of Thinking Out Loud (2001)
- Mute Print (2004)
- Ruiner (2005)
- Career Suicide (2007)
- Partycrasher (2013)
- Lose Your Delusion (2022)